# Bunium alpinum
Espèce
Bunium alpinum est une espèce de plantes à fleurs de la famille des Apiaceae (Ombellifères). C'est une plante vivace originaire du sud de l'Europe (Albanie, Corse, Espagne, Italie, nord ouest des Balkans, Sardaigne) et d'Afrique du Nord.

## Usage alimentaire
Les bulbes sont récoltés en Afrique du Nord dans les montagnes pour la consommation. Ils ont alors la taille de noisettes.
Aliments de disette, ils peuvent encore aujourd'hui être consommés par les bergers selon Bellakhadar.